# Сергиенков, Дмитрий Григорьевич
Дмитрий Григорьевич Сергиенков (1926—2003) — советский снайпер в годы Великой Отечественной войны, Герой Советского Союза (27.06.1945). Гвардии полковник (1975).

## Биография
Дмитрий Сергиенков родился 22 августа 1926 года в деревне Мохначевка в крестьянской семье. Окончил семь классов школы, работал в колхозе. 
27 марта 1944 года Сергиенков был призван на службу в Рабоче-крестьянскую Красную Армию Монастырщинским районным военным комиссариатом. Первоначально проходил службу в отдельной учебной бригаде Уральского военного округа, окончил школу снайперов. С октября 1944 года — на фронтах Великой Отечественной войны, был снайпером 166-го гвардейского стрелкового полка 55-й гвардейской стрелковой дивизии 20-го стрелкового корпуса 28-й армии 3-го Белорусского фронта.
Принимал участие в боях в Восточной Пруссии. За период с 15 декабря 1944 года по 20 февраля 1945 года снайперским огнём Сергиенков уничтожил 38 вражеских солдат и офицеров. В начале Восточно-Прусской операции он участвовал в прорыве вражеской обороны в районе господского двора Гуддин и города Гумбиннен. 25 января 1945 года в ходе боя за станцию Шакендорф (ныне — село Левобережное Славского района Калининградской области), заменив выбывшего из строя командира отделения, скрытно провёл отделение в тыл вражеских позиций и отрезал от остальных сил 26 вражеских солдат и офицеров, 10 из которых были уничтожены, а остальные сдались в плен. 28 января в ходе форсирования реки Алле Сергиенков получил задание уничтожить вражеский пулемётный дот, из-за которого было застопорено наступление батальона. Сергиенков с красноармейцем из своего отделения пополз к доту, но в результате сильного пулемётного огня красноармеец погиб, а Сергиенков получил ранение и потерял сознание. Придя в себя и воспользовавшись тем, что вражеские солдаты приняли его за убитого, Сергиенков тремя гранатами уничтожил дот. От отправки в госпиталь он отказался, оставшись в строю. 5 февраля в рукопашной схватке он уничтожил 5 солдат противника. Когда командир его роты был тяжело ранен, Сергиенков вынес его под обстрелом до советских позиций. За отличие в этих боях он был представлен к званию Героя Советского Союза, но командование заменило награду на орден Красного Знамени.
В начале апреля 1945 года 28-я армия была передана 1-му Белорусскому фронту и переброшена на берлинское направление. Сергиенков участвовал в уличных боях в Берлине, вновь отличившись. За период с 29 апреля по 3 мая 1945 года он лично уничтожил более 20 вражеских солдат и офицеров. 1 мая 1945 года он гранатами уничтожил станковый пулемёт противника вместе с расчётом, а затем ворвался в дом, превращенный врагом в укреплённый пункт, захватив в плен 12 солдат и офицера. Всего же за время своего участия в боевых действиях Сергиенков уничтожил около 60 вражеских солдат и офицеров, 6 пулемётных точек, 4 танка, принял участие в 84 атаках и 8 рукопашных схватках.
Указом Президиума Верховного Совета СССР от 27 июня 1945 года за «образцовое выполнение боевых заданий командования и проявленные мужество и героизм в боях с немецкими захватчиками» гвардии ефрейтор Дмитрий Сергиенков был удостоен высокого звания Героя Советского Союза с вручением ордена Ленина и медали «Золотая Звезда».
После окончания войны Сергиенков продолжил службу в Советской Армии. Первоначально он был помощником командира взвода. В 1948 году окончил Ярославское интендантское училище. С марта 1948 года он был помощником начальника продовольственного снабжения Тульского суворовского училища, с июня 1951 года — начальником продовольственного снабжения офицерского дома отдыха «Остёр» Киевского военного округа, с мая 1952 года — начальником продовольственного снабжения школы подготовки сержантского состава артиллерийской дивизии того же округа. В 1949 году он вступил в ВКП(б). В 1957 году Сергиенков окончил Военную академию тыла и транспорта, после чего был начальником продовольственного снабжения артиллерийской дивизии Московского военного округа. С августа 1960 года он служил в РВСН, занимал различные интендантские должности. В 1969 году в звании подполковника Сергиенков был уволен в запас, в 1975 году ему было присвоено звание полковника запаса. Проживал в Смоленске, работал директором торгового объединения, затем начальником гражданской обороны Смоленского завода радиодеталей. Умер 7 сентября 2003 года, похоронен на кладбище посёлка Монастырщина Смоленской области.

## Награды
- Герой Советского Союза (27.06.1945)
- Орден Ленина (27.06.1945)
- Орден Красного Знамени (13.03.1945)
- Орден Отечественной войны 1-й степени (11.03.1985)
- Орден Славы 3-й степени (15.12.1944)
- Медаль «За взятие Берлина»
- Медаль «За взятие Кёнигсберга»
- Ряд медалей[2]